# Cibitung Wetan
Cibitung Wetan is een bestuurslaag in het regentschap Bogor van de provincie West-Java, Indonesië. Cibitung Wetan telt 5569 inwoners (volkstelling 2010).